# ムサピィのチョコマーカー
ムサピィのチョコマーカー (Musapey's Choco Marker) は、株式会社エコールソフトウェアが開発した、ファンタスティックな3Dアクションパズルゲームである。

## 概要
チョコマーカーは、三次元空間に立体的に配置された「チョコ」と呼ばれる立方体のブロックを、「ジャム」と呼ばれる行為で消していくアクションパズルである。最終的には、ジャム不可能な「ボスチョコ」以外のすべてのチョコを消すことを目的とする。

## ストーリー
えこーる森のムササビ神社に住んでいる精霊の兄弟ムサピィとムサッパ。お賽銭やお供え物が少なくなった事を危惧した2匹は、参拝に来た人々の願いを叶えればお賽銭もお供え物も増えるのではないかと考え、神の元へと向かう。しかし神に会えるのは知力と感性に優れた者のみ。それを証明するため、2匹は知感パズル『チョコマーカー』に挑む。

## ルール
下記の外部リンク「チョコマーカー普及委員会」に図入りで説明されているのでそちらを参照されたい。

## 歴史
- 2002年6月27日、NAOMI-GD用として、アーケード版が稼動開始。発売元はセガ（後のセガ・インタラクティブ）。
- 2002年12月26日、ドリームキャスト版が定価5,800円で発売。
- 2006年8月1日、新チョコマーカーの開発開始を発表。
- 2007年1月27日、PC版チョコマーカーのダウンロード配布を開始。